# Saison 1971 de l'ATP
Résultats des principaux tournois de tennis organisés en 1971. 

## Résultats
| Date  | Tournoi         | Tournoi | Dotation | Surface      | Vainqueur     | Vainqueur | Finaliste    | Finaliste | Score                   | Tableau |
| ----- | --------------- | ------- | -------- | ------------ | ------------- | --------- | ------------ | --------- | ----------------------- | ------- |
| 07/03 | Australian Open |         | $ 40 530 | Herbe        | Ken Rosewall  |           | Arthur Ashe  |           | 6-1, 7-5, 6-3           | Tableau |
| 21/05 | Roland-Garros   |         |          | Terre battue | Jan Kodeš     |           | Ilie Năstase |           | 8-6, 6-2, 2-6, 7-5      | Tableau |
| 21/06 | Wimbledon       |         |          | Herbe        | John Newcombe |           | Stan Smith   |           | 6-3, 5-7, 2-6, 6-4, 6-4 | Tableau |
| 01/09 | US Open         |         | $ 88 300 | Herbe        | Stan Smith    |           | Jan Kodeš    |           | 3-6, 6-3, 6-2, 7-6      | Tableau |
| 04/12 | Masters         |         | $ 48 000 | Synthétique  | Ilie Năstase  |           | Stan Smith   |           | 7-5, 6-7, 3-6           | Tableau |